# Museo di Troia
Il Museo di Troia (in Turco Troya Müzesi o Truva Müzesi) è un museo archeologico situato vicino al sito archeologico dell'antica città di Troia, nel nord-ovest della Turchia. Inaugurato nel 2018, espone sette sezioni in un edificio contemporaneo i manufatti storici di Troia e di altre antiche città limitrofe e dalle isole vicine. Il direttore del museo è Ali Atmaca.

## Edificio del museo
Il Museo di Troia si trova a circa 800 m a est del sito archeologico della città di Troia nel villaggio di Tevfikiye, nel distretto di Ezine nella provincia di Çanakkale, Turchia nordoccidentale.
Il concorso di progettazione per l'edificio del museo è stato vinto da Yalın Mimarlık nel 2011. Mimarlık ha progettato l'edificio in uno stile architettonico semplice e contemporaneo. La costruzione è iniziata nel 2013, si è interrotta nel 2015 e ha ripreso nel 2017.

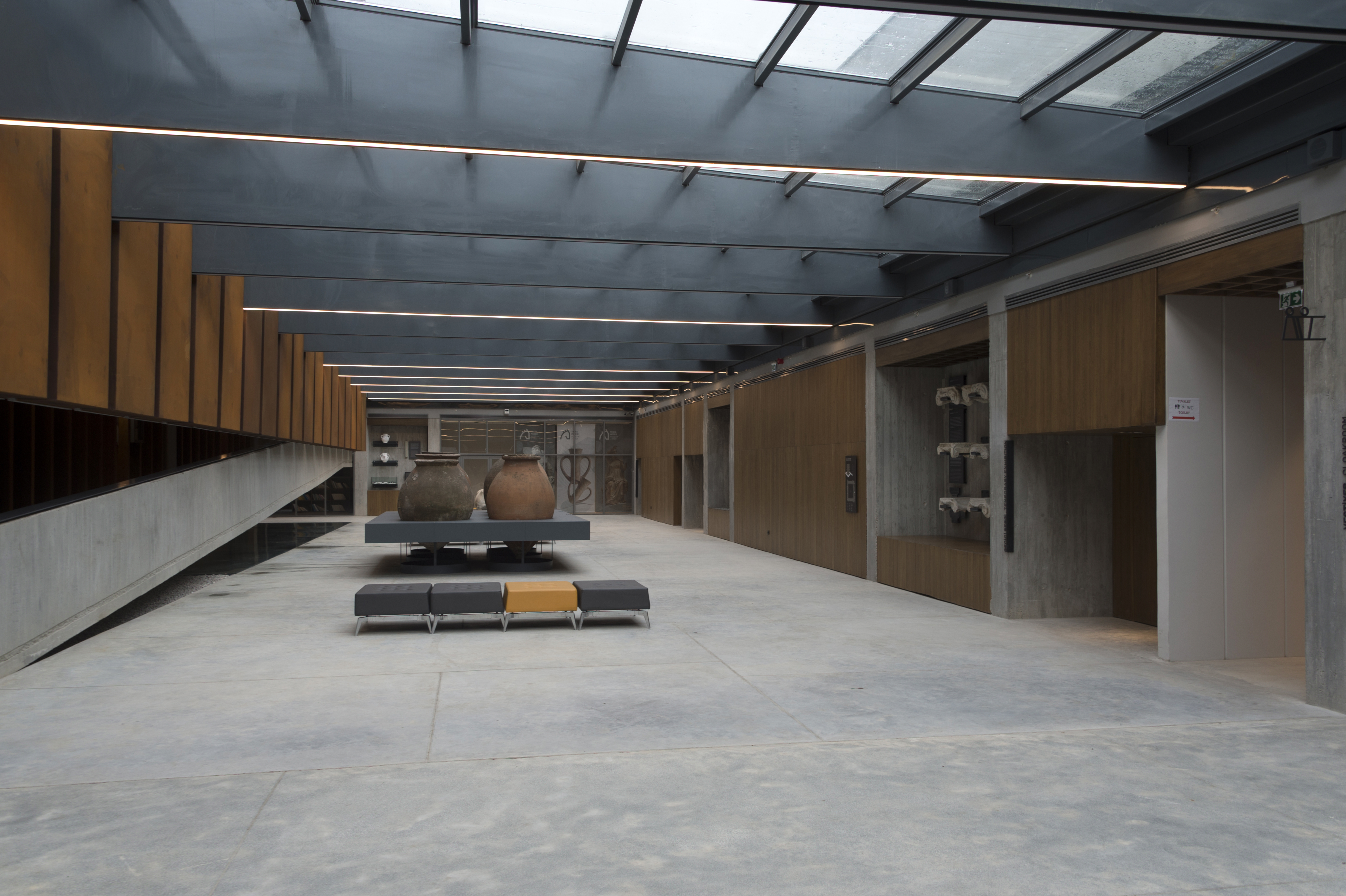
Una vista dall'interno del museo

L'edificio a forma di cubo di quattro piani a pianta quadrata è rivestito in acciaio antichizzato color ruggine per dare l'impressione che sia stato estratto dal sito archeologico. L'altezza dell'edificio è equivalente alla profondità dello scavo nel sito archeologico di Troia. Le aree espositive coprono 2,700 m per un totale di 12,750 m di area interna. Le aree espositive di 32 m × 32 m sono racchiuse da luoghi di lavoro, magazzini e sale conferenze. Il piano interrato è riservato alle funzioni di servizio. L'ingresso al museo è a 12 m tramite un'ampia rampa che conduce a un cancello sotterraneo.

Il costo totale dell'edificio è stato di ₺ 45 milioni (circa $ 8 milioni). Il museo è stato inaugurato il 10 ottobre 2018, l '"Anno di Troia" come dichiarato in Turchia. 

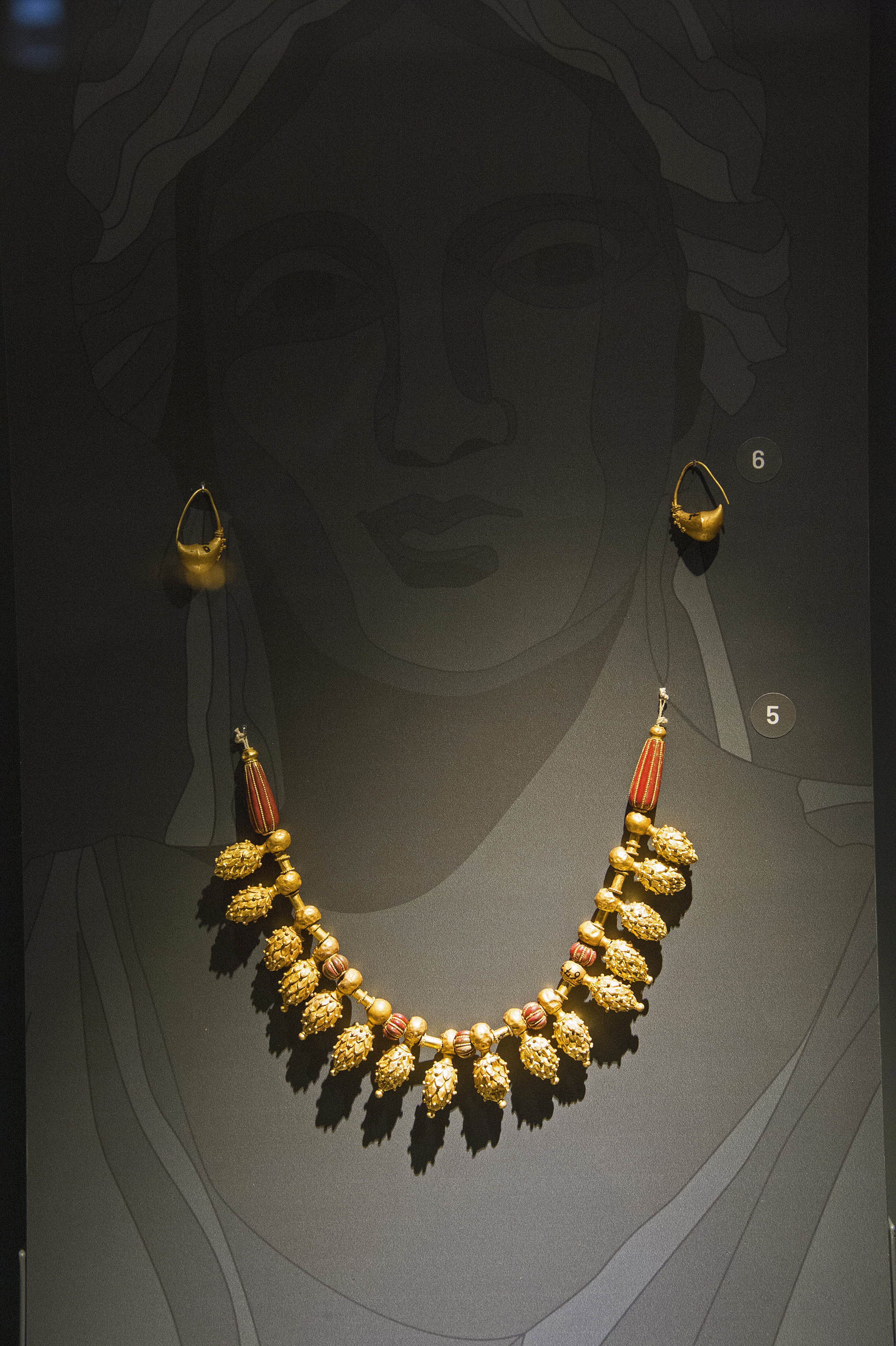
Collana d'oro

## L'esposizione
Le nicchie sui muri della rampa d'ingresso contengono lapidi, statue di grandi dimensioni, scene e fotografie di dimensioni murali provenienti dai vari livelli degli scavi di Troia. All'ingresso vengono spiegate al visitatore le informazioni sulla scienza archeologica, i metodi di datazione e i termini come la conservazione e il restauro del patrimonio culturale, i tumuli e i periodi preistorici del Neolitico, Calcolitico, Età del Bronzo ed Età del Ferro a scopo di orientamento. Il museo presenta anche design grafici visivi, diorami e display interattivi.

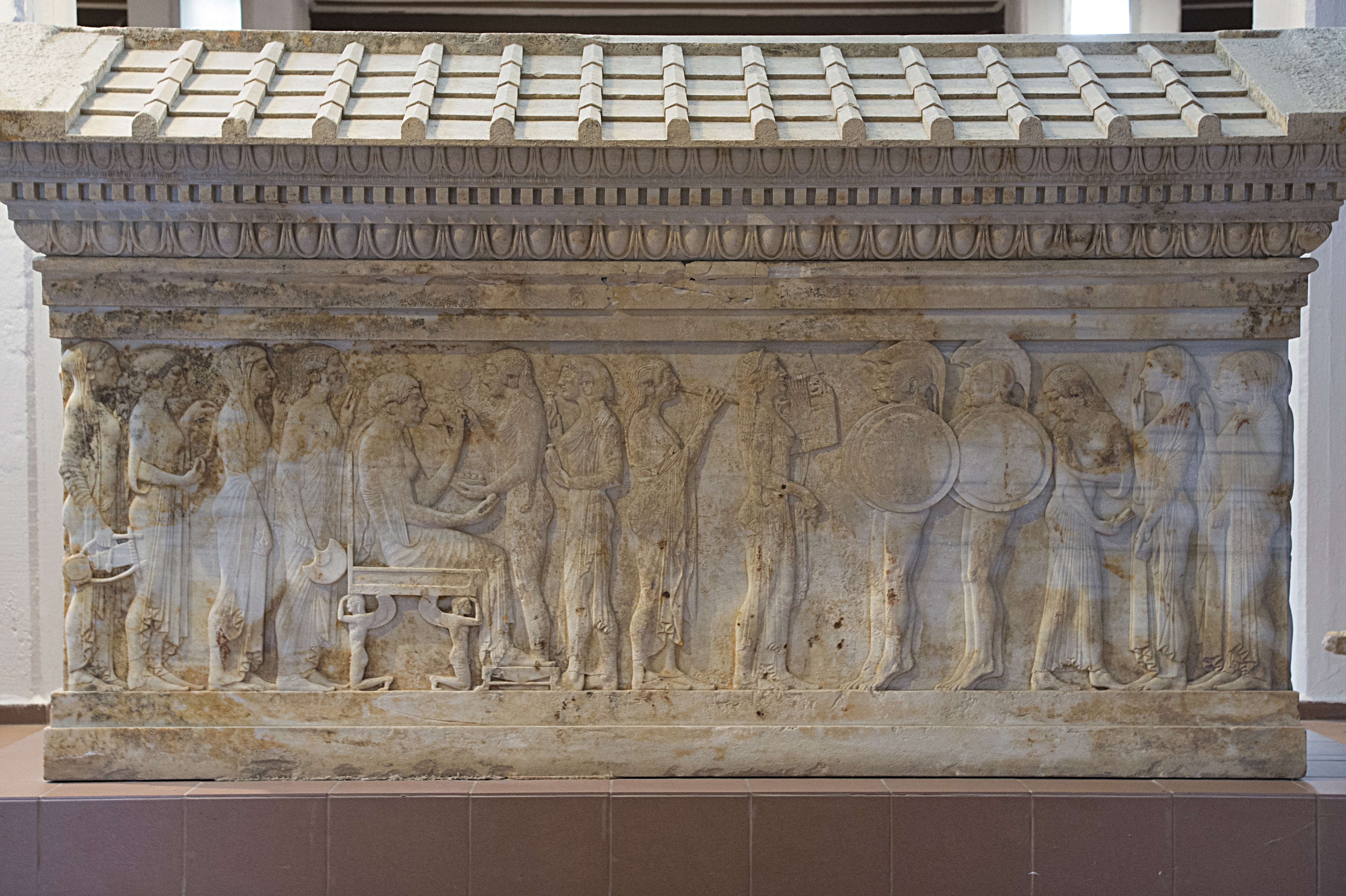
Sarcofago di Polissena

Il museo contiene sette sezioni. Il piano terra è riservato ai manufatti della regione della Troade, oggi penisola di Biga. Si tratta di resti archeologici delle antiche città di Asso (Behramkale), Tenedo (Bozcaada), Pario, Alessandria Trode (Eski Stambul), Smintheion, Lampsaco (vicino a Lapseki), Thymbra, Tavolia e Imbro (Gökçeada). In mostra ci sono circa 2.000 pezzi della collezione del museo di circa 40.000 manufatti diversi, che sono stati trasferiti dal Museo Archeologico di Çanakkale, Musei Archeologici di Istanbul e Museo delle Civiltà Anatoliche. È stato richiesto il trasferimento di monete di Troia dal Museo archeologico di Smirne. Le mostre includono raccoglitori di lacrime, bottiglie di profumo in vetro e terracotta, statuette, pezzi d'oro, collane e braccialetti, monete, ornamenti, oggetti e strumenti in osso, contenitori di metallo, ceramiche in terracotta, armi, asce e taglierine, pietre miliari, iscrizioni, altari, sarcofagi sculture e molti altri pezzi speciali della storia di 5.000 anni della zona. Tra i pezzi notevoli ci sono il sarcofago di Polissena scavato nel 1994 e la statua del dio greco Tritone scoperta nel 2012. Manufatti in pietra, colonne, stele e capitelli di colonne sono esposti nel cortile del museo.